# Roadkill Bill

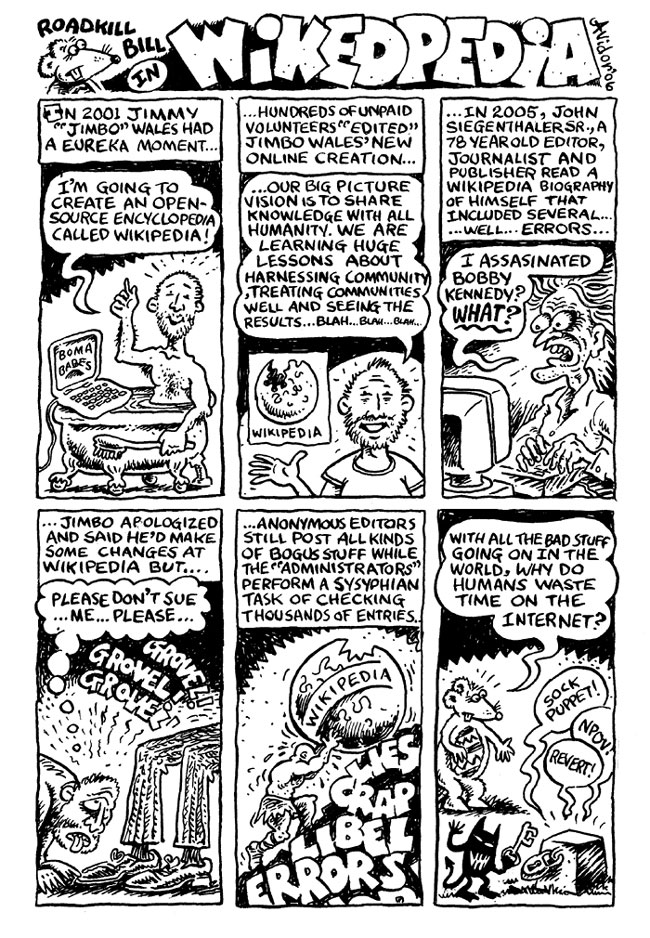
Publicación de RoadKill Bill sobre los orígenes y controversias de la Wikipedia. En la misma se hace eco de la polémica biografía del político y periodista: John Seigenthaler.

Roadkill Bill es un cómic satírico creado por Ken Avidor. El diseño de la historieta tiene una temática "anti vehículos" y aboga con frecuencia las teorías de Ivan Illich.
El personaje principal se llama Roadkill Bill, una ardilla atravesada por un neumático entre el torso y el rabo.
Durante cuatro años, las historietas se publicaban semanalmente en el periódico alternativo de Mineápolis-St. Paul: Pulse of the Twin Cities y fue publicado en tomo de libro por Carbusters Magazine, los cuales son promotores del Movimiento Car Free al igual que Funny Times.